# Аггёль
Аггёль (Акгёль, Ах-Гёль; азерб. Ağgöl), — эвтрофное озеро на северо-западе Мильской равнины Кура-Араксинской низменности, расположенное к юго-востоку от города Агджабеди Азербайджанской Республики, на территории Аггёльского национального парка. Площадь озера — 56,2 км², объём — 44,7 млн м³. В озере развита водно-болотная растительность, преобладает тростник южный, развиты заросли рогоза; типичные водные растения: шелковник, уруть, рдест.
Озеро характерно своими водно-болотными угодьями площадью около 500 га, находящимися на территории Аггёльского национального парка, включёнными в список Рамсарской конвенции и поэтому считающимся заповедником мирового значения.
Первым учёным, комплексно обследовавшим озёра Мильской равнины и открывший исключительное значение этого района, особенно озера Аггёль для многих видов птиц, временно или на всю зиму останавливающихся здесь во время сезонных миграций, был орнитолог Владимир Виноградов (1909—1982). Именно по его инициативе в 1965 году на озере Аггёль был создан республиканский заказник.